# Pandalina spinicauda
Pandalina spinicauda is een garnalensoort uit de familie van de Pandalidae. De wetenschappelijke naam van de soort is voor het eerst geldig gepubliceerd in 2010 door Komai & Chan.